# دوغ هال
دوغ هال (بالإنجليزية: Doug Hall)‏ هو مخترِع أمريكي، ولد في 25 مايو 1944.